# Прапор Любеча
Пра́пор Любеча — селищна хоругва Любеча, затверджена 2007р. рішенням сесії селищної ради.

## Опис
Прямокутне полотнище із співвідношенням сторін 2:3 складається з трьох горизонтальних смуг блакитного, білого і зеленого кольорів, розділених хвилясто (7:2:7). У центрі блакитної смуги жовта дерев'яна фортечна стіна з трьома вежами, середня з яких вища. У центрі зеленої смуги два жовтих пернача, покладені в косий хрест, зверху білі літери "ЛЮБЕЧ", знизу білі цифри "882".